# Spinnarmätare
Spinnarmätare (Colotois pennaria) är en fjärilsart som beskrevs av Carl von Linné 1761. Spinnarmätare ingår i släktet Colotois och familjen mätare. Arten är reproducerande i Sverige. Inga underarter finns listade i Catalogue of Life.

## Bildgalleri

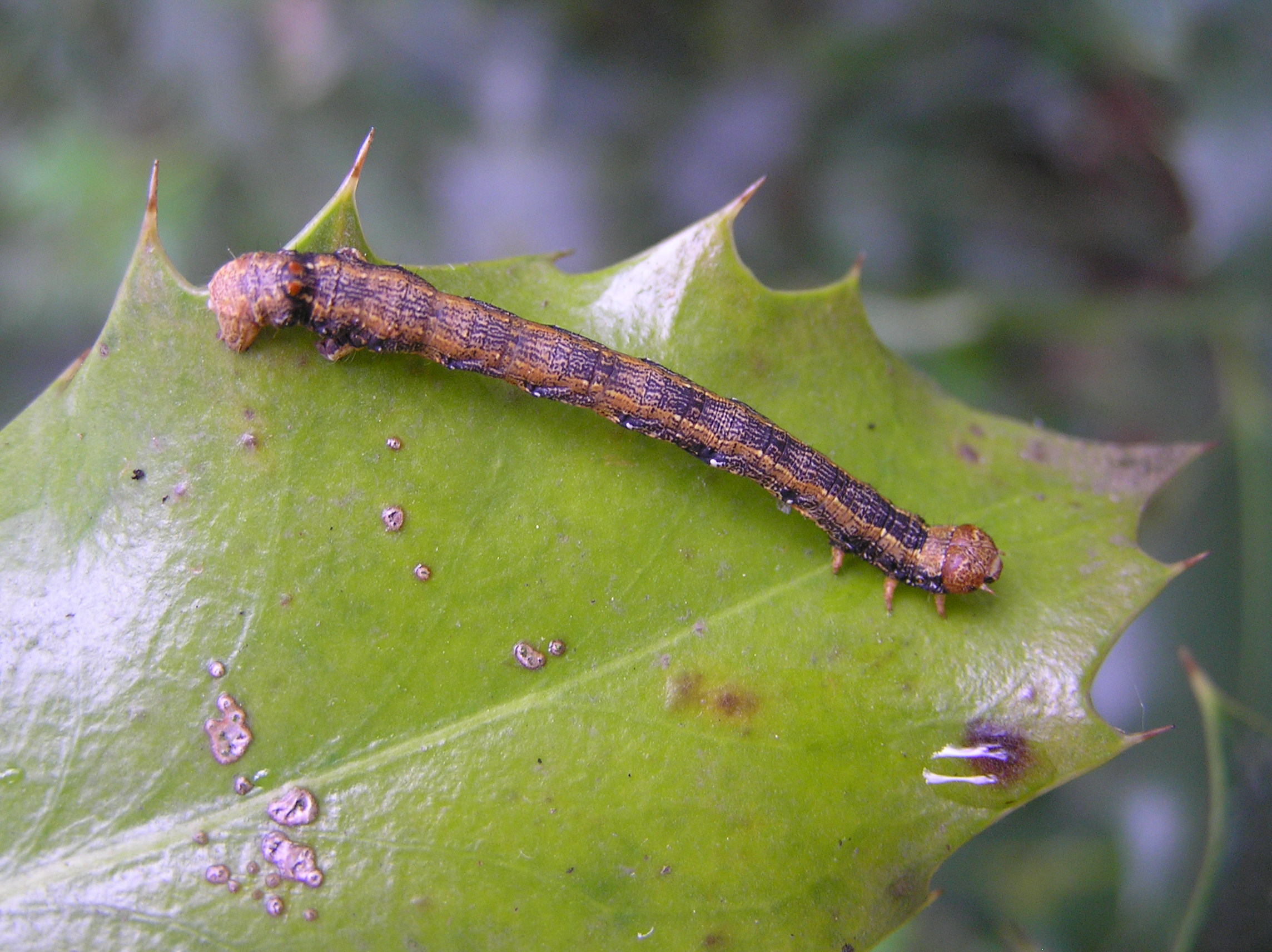
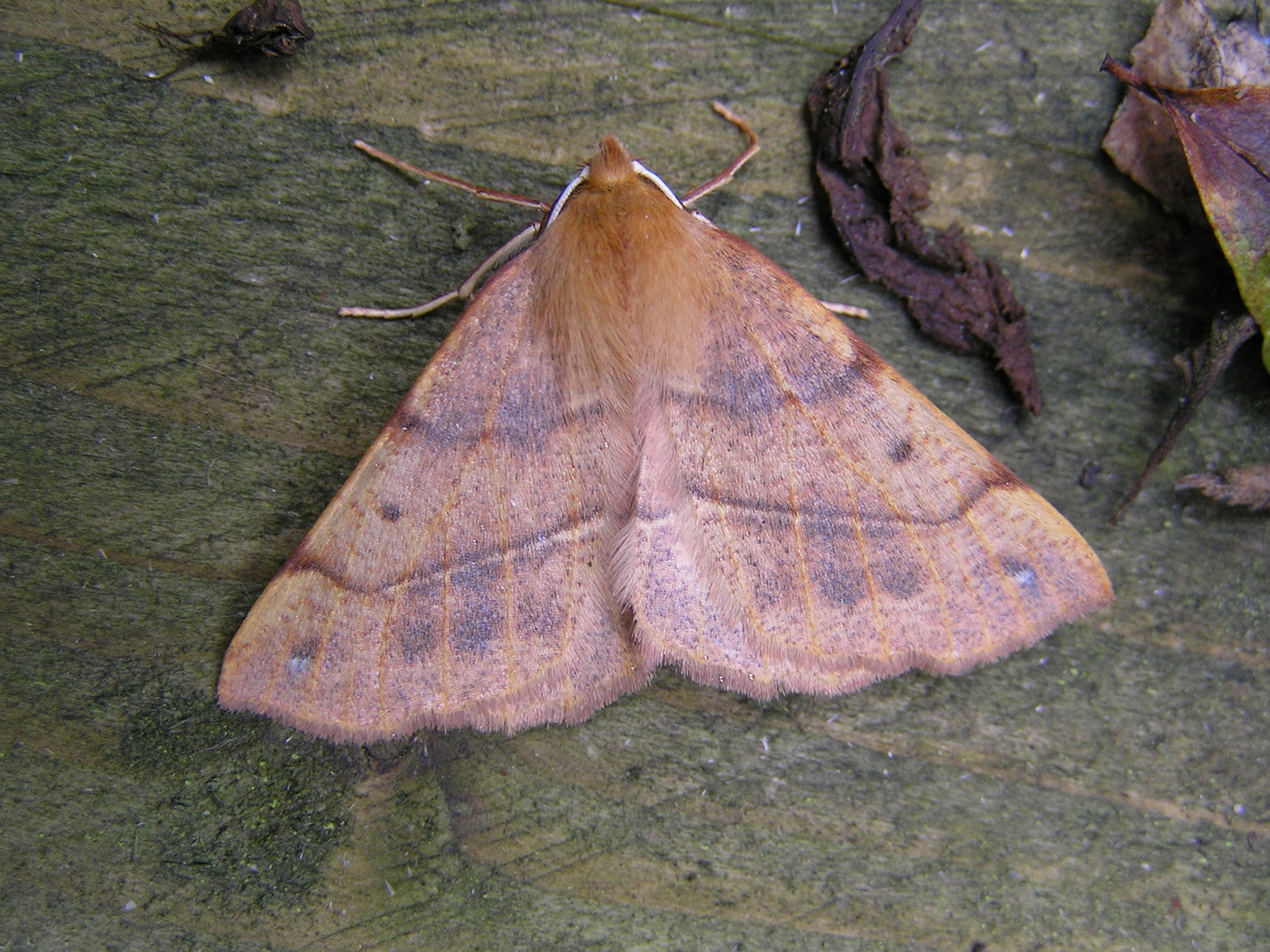
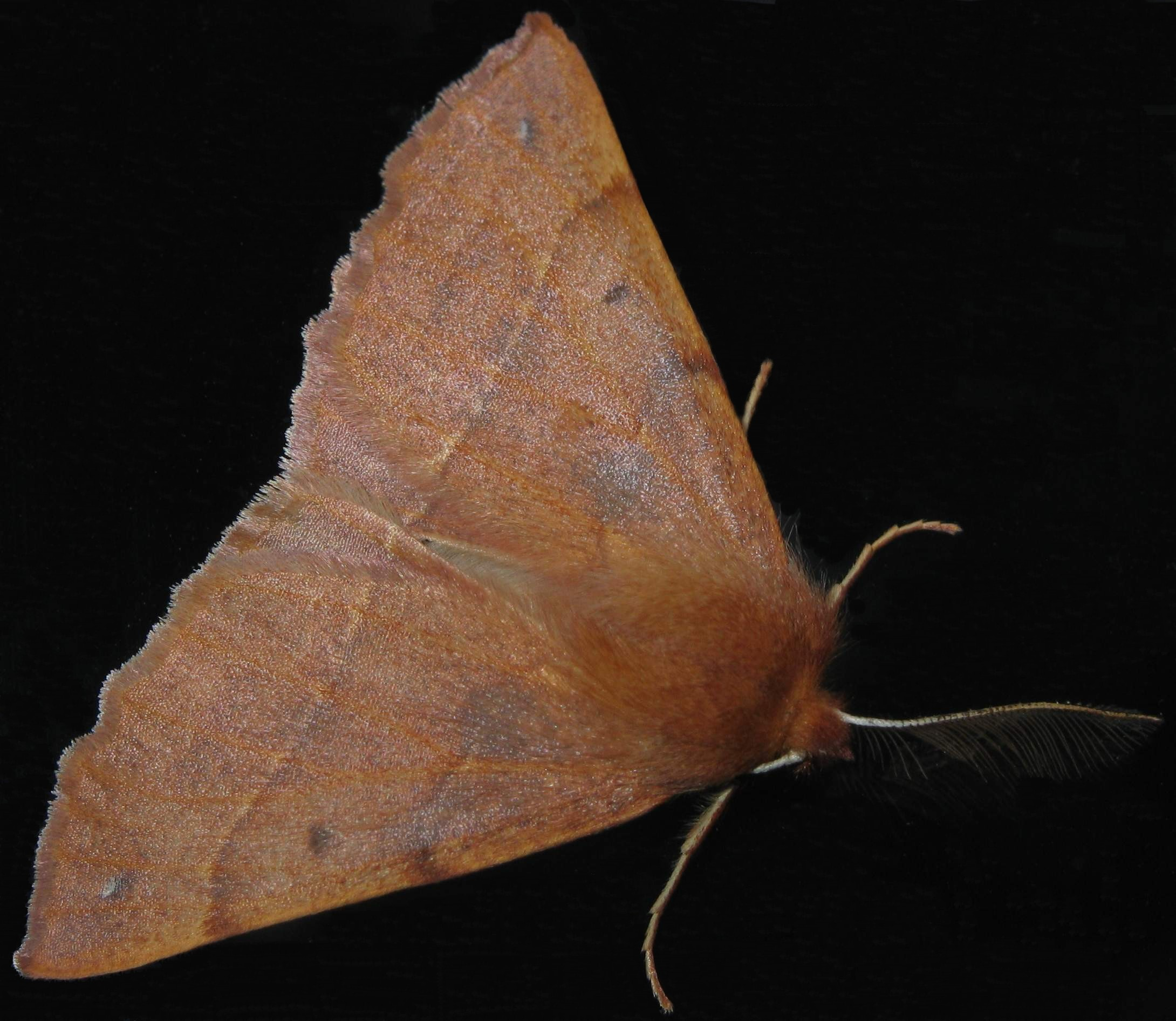
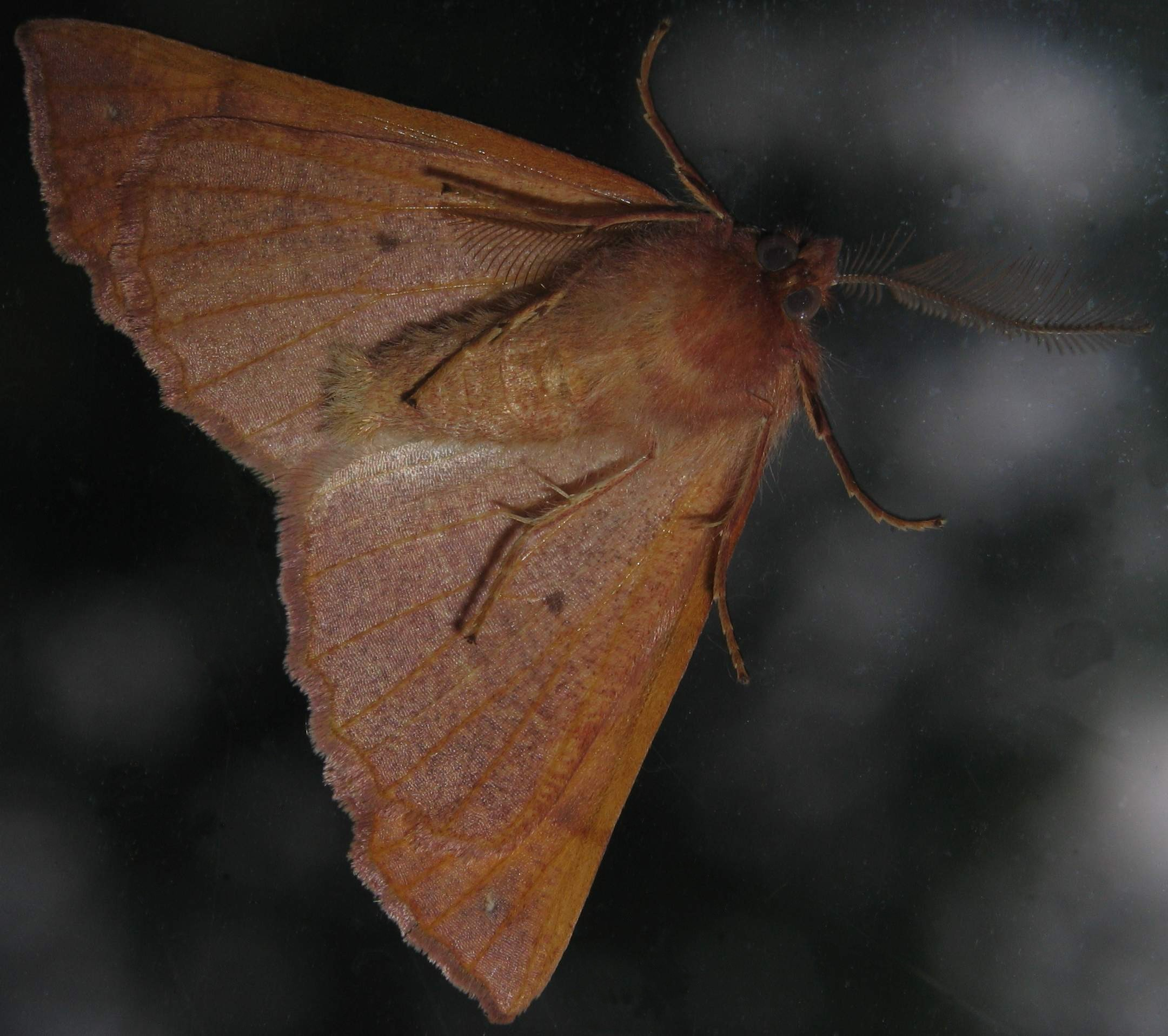